# Lome (woreda)
Pour la capitale du Togo, voir Lomé.
Lome (aussi écrit « Lomme ») est un woreda de la zone Misraq Shewa de la région Oromia, en Éthiopie.
Le woreda a 117 080 habitants en 2007.
La ville de Mojo est sa principale agglomération et son centre administratif.

## Situation
Au centre du woreda, Mojo est à environ 80 km d'Addis-Abeba et 20 km de la ville d'Adama, également appelée Nazret.
Mojo est desservie par une gare sur la ligne d'Addis-Abeba à Djibouti, par l'autoroute Addis Abeba-Adama et par la route A1 Addis Abeba-Adama-Awash, elle est de plus le point de départ de la route A7 en direction de Shashamané et d'Arba Minch.
Le woreda est bordé par la région Amhara au nord ; par Adama Zuria à l'est ; par le lac Koka et Bora au sud ; par Ada'a et Liben Chukala à l'ouest ; par Gimbichu au nord-ouest.
Les terres arables représentent 54 % du territoire tandis que 20 % des terres sont considérées comme dégradées ou inutilisables, 3 % sont des pâturages et 2 % des forêts[Passage problématique].

## Population
D'après le recensement national de 2007 réalisé par l'Agence centrale de statistique d'Éthiopie, le woreda compte 117 080 habitants et 33 % de la population est urbaine. La population urbaine habite à Mojo (29 547 habitants) ainsi qu'à Qoqa (4 551 habitants), Ejersa (3 052 habitants) et Ejere (1 621 habitants).
Avec une superficie de 710 km2[réf. souhaitée], le woreda a une densité de population de 165 personnes par km2 en 2007 ce qui est un peu au-dessus de la moyenne de la zone.
En 2020, la population est estimée, par projection des taux de 2007, à 143 454 personnes.